# つなげよう、ecoハート。〜明日へのチカラ〜 地球と生きる100のコト
『つなげよう、ecoハート。〜明日へのチカラ〜 地球と生きる100のコト』（つなげよう、エコハート。あすへのちから ちきゅうといきる100のこと）は、2011年6月5日8:00 - 11:25（JST）に日本テレビ系列29局でSHIBUYA-AXから生放送された環境問題をテーマにした特別番組。ハイビジョン制作（地上デジタル放送のみ）。

## 概要
日本テレビ系列では毎年6月5日の「世界環境デー」を含む1週間に『日テレ系ecoウィーク』を開催している。2011年は前年に引き続き「つなげよう、ecoハート。」のスローガンで開催され、その最終日であり「世界環境デー」当日でもある6月5日に当番組が放送された。

## 出演者
番組MC
- 中山秀征
- 葉山エレーヌ（日本テレビアナウンサー）

キャンペーンパーソナリティ
- 濱田龍臣

スタジオパネラー
- 北野大
- ノースリーブス
- 我が家
- ナイツ
- いとうあさこ
- 和田正人（D-BOYS）

レポーター
- 谷中麻里衣

## ネット局
| 放送対象地域   | 放送局                       | 系列                                              | 放送日時                  |
| -------------- | ---------------------------- | ------------------------------------------------- | ------------------------- |
| 関東広域圏     | 日本テレビ（NTV） （制作局） | 日本テレビ系列                                    | 2011年6月5日 8:00 - 11:25 |
| 北海道         | 札幌テレビ（STV）            | 日本テレビ系列                                    | 2011年6月5日 8:00 - 11:25 |
| 青森県         | 青森放送（RAB）              | 日本テレビ系列                                    | 2011年6月5日 8:00 - 11:25 |
| 岩手県         | テレビ岩手（TVI）            | 日本テレビ系列                                    | 2011年6月5日 8:00 - 11:25 |
| 宮城県         | ミヤギテレビ（MMT）          | 日本テレビ系列                                    | 2011年6月5日 8:00 - 11:25 |
| 秋田県         | 秋田放送（ABS）              | 日本テレビ系列                                    | 2011年6月5日 8:00 - 11:25 |
| 山形県         | 山形放送（YBC）              | 日本テレビ系列                                    | 2011年6月5日 8:00 - 11:25 |
| 福島県         | 福島中央テレビ（FCT）        | 日本テレビ系列                                    | 2011年6月5日 8:00 - 11:25 |
| 山梨県         | 山梨放送（YBS）              | 日本テレビ系列                                    | 2011年6月5日 8:00 - 11:25 |
| 新潟県         | テレビ新潟（TeNY）           | 日本テレビ系列                                    | 2011年6月5日 8:00 - 11:25 |
| 長野県         | テレビ信州（TSB）            | 日本テレビ系列                                    | 2011年6月5日 8:00 - 11:25 |
| 静岡県         | 静岡第一テレビ（SDT）        | 日本テレビ系列                                    | 2011年6月5日 8:00 - 11:25 |
| 富山県         | 北日本放送（KNB）            | 日本テレビ系列                                    | 2011年6月5日 8:00 - 11:25 |
| 石川県         | テレビ金沢（KTK）            | 日本テレビ系列                                    | 2011年6月5日 8:00 - 11:25 |
| 福井県         | 福井放送（FBC）              | 日本テレビ系列／テレビ朝日系列 （クロスネット局） | 2011年6月5日 8:00 - 11:25 |
| 中京広域圏     | 中京テレビ（CTV）            | 日本テレビ系列                                    | 2011年6月5日 8:00 - 11:25 |
| 近畿広域圏     | 読売テレビ（ytv）            | 日本テレビ系列                                    | 2011年6月5日 8:00 - 11:25 |
| 鳥取県・島根県 | 日本海テレビ（NKT）          | 日本テレビ系列                                    | 2011年6月5日 8:00 - 11:25 |
| 広島県         | 広島テレビ（HTV）            | 日本テレビ系列                                    | 2011年6月5日 8:00 - 11:25 |
| 山口県         | 山口放送（KRY）              | 日本テレビ系列                                    | 2011年6月5日 8:00 - 11:25 |
| 徳島県         | 四国放送（JRT）              | 日本テレビ系列                                    | 2011年6月5日 8:00 - 11:25 |
| 香川県・岡山県 | 西日本放送（RNC）            | 日本テレビ系列                                    | 2011年6月5日 8:00 - 11:25 |
| 愛媛県         | 南海放送（RNB）              | 日本テレビ系列                                    | 2011年6月5日 8:00 - 11:25 |
| 高知県         | 高知放送（RKC）              | 日本テレビ系列                                    | 2011年6月5日 8:00 - 11:25 |
| 福岡県         | 福岡放送（FBS）              | 日本テレビ系列                                    | 2011年6月5日 8:00 - 11:25 |
| 長崎県         | 長崎国際テレビ（NIB）        | 日本テレビ系列                                    | 2011年6月5日 8:00 - 11:25 |
| 熊本県         | くまもと県民テレビ（KKT）    | 日本テレビ系列                                    | 2011年6月5日 8:00 - 11:25 |
| 大分県         | テレビ大分（TOS）            | 日本テレビ系列／フジテレビ系列 （クロスネット局） | 2011年6月5日 8:00 - 11:25 |
| 鹿児島県       | 鹿児島読売テレビ（KYT）      | 日本テレビ系列                                    | 2011年6月5日 8:00 - 11:25 |

## スタッフ
- 総指揮：城朋子
- つなげよう、ecoハート。運営実行委員会：大久保好男、山口英二、石澤顕
- 総合広報・エコ事務局：智片健二、千野成子、後藤俊哉
- 編成：福田博之、小松良徳、鯉渕友康、越部憲洋、玉造昌和
- PR：柳沢典子、布村順一
- データ放送：清水大輔、崎田浩介
- 営業：井田佳男、佐藤俊之
- ネットワーク：松島宣正
- イベント運営：酒井基成、島田美帆、和田牧也、林史泰、足立実央、三浦リカ

地球と生きる100のコト
- 構成：川上伸一、宮下勇二、西村耕平、水野守啓
- リサーチ：穐原明美、水上倫子
- TM：小椋敏宏
- TD：川村雄一
- SW：村田陸彦
- カメラ：八木原輝、石渡裕二
- LD：高橋明宏
- VE：中濱央友
- 調整：木村宏志
- モニター：大江房夫
- 音声：南雲長忠、船越正道
- 美術プロデューサー：牧野沙和
- 美術デザイナー：大竹潤一郎
- CG：黒木遠志、堀江隆臣
- 撮影：及川英俊、中村貴広、秋元聖嗣
- 編集：森田裕司
- MA：大竹雄一
- 音効：今野直秀
- TK：長坂真由美、矢島由紀子
- ECG：滝澤奈美子
- 協力：日テレアート、NiTRO、スタジオヴェルト、日テレイベンツ、4Cast.co.jp、SHIBUYA-AX、ミヤギテレビ、テレビ岩手
- デスク：北村佳子、木村真弓
- AD：林太郎、木村大輔、小室直子
- 中継コーディネート：小林英丘
- 中継D(岩手・一関)：廣嶋文樹、小原浩二
- スタジオD：安彦真利江、上田知洋、中原芳
- ディレクター：唐澤博史、矢野健二、湯澤晃、磯崎泰久、藤澤季世子、渡辺春佳、半田悠
- 演出：吉原利一、前田展宏
- プロデューサー：海野大輔、齊山嘉伸、佐藤英
- 総合演出：似鳥利行
- チーフ・クリエイター：千葉知紀、西山美樹子
- チーフプロデューサー：鈴江秀樹
- 総合プロデューサー：大澤弘子
- 制作協力：読売映像
- 製作著作：日本テレビ